# Harutaeographa diffusa
Harutaeographa diffusa är en fjärilsart som beskrevs av Yoshimoto 1994. Harutaeographa diffusa ingår i släktet Harutaeographa och familjen nattflyn. Inga underarter finns listade i Catalogue of Life.